# فرودگاه صحرایی کوملینگ
فرودگاه صحرایی کوملینگ  (به انگلیسی: Kumlinge Airfield) (به زبان بومی: Kumlinge flygfält) یک فرودگاه است که یک باند فرود آسفالت دارد و طول باند آن ۶۰۰ متر است. این فرودگاه در کشور فنلاند قرار دارد و در ارتفاع ۲ متری از سطح دریا واقع شده است.